# Anne Sverdrup-Thygeson
Anne Sverdrup-Thygeson, född 1966 i Sarpsborg, är en norsk professor i biologi. Hon har doktorsgrad i bevarandebiologi och undervisar i naturförvaltning och skogsmångfald.
Sverdrup-Thygeson är bosatt i Lørenskog utanför Oslo. Hon är anställd vid Norges miljö- och biovetenskapliga universitet (NMBU) och är rådgivare åt Norska institutet för naturforskning (NINA). Hon medverkar regelbundet i NRK och är krönikör i dagstidningen Klassekampen.
År 2018 utkom hon med boken Insekternas planet – om småkrypen vi inte kan leva utan (Insektenes planet – om de rare, nyttige og fascinerende småkrypene vi ikke kan leve uten). Boken har sålts till 23 länder. Samma år tilldelades hon Bonneviepriset för sin förmåga att sprida biologisk kunskap.
År 2019 debuterar hon som värd för Sommar i P1.